# Alshi 9 de Octubre
Alshi 9 de Octubre, alternative Schreibweise: Alshi – 9 de Octubre, ist eine Ortschaft und eine Parroquia rural („ländliches Kirchspiel“) im Kanton Morona der ecuadorianischen Provinz Morona Santiago. Die Parroquia besitzt eine Fläche von 274 km². Beim Zensus 2010 wurden 425 Einwohner gezählt.

## Lage
Die Parroquia Alshi 9 de Octubre liegt an der Ostflanke der Cordillera Real. Das Gebiet liegt in Höhen zwischen 1380 m und 3450 m. Der Oberlauf des Río Upano durchquert das Gebiet in überwiegend östlicher Richtung. Dessen rechter Nebenfluss Río Abanico begrenzt das Areal im Süden und im Osten. Der Río Sangay, ein linker Nebenfluss des Río Upano, fließt entlang der nordöstlichen Verwaltungsgrenze in Richtung Südsüdost. Im Norden befindet sich die Cordillera Tablas mit einer Höhe von 3170 m. Im Südwesten verlaufen die Gebirgszüge Cordillera Chuspiurcu und Cordillera Paredes mit Höhen von bis zu 3450 m. Der 1620 m hoch gelegene Hauptort befindet sich am rechten Flussufer des Río Upano 17 km nordwestlich der Provinzhauptstadt Macas. Die Fernstraße E46 (Macas–Guamote) führt an Alshi 9 de Octubre vorbei.
Die Parroquia Alshi 9 de Octubre grenzt im Nordwesten an die Parroquia Sinaí, im Osten an die Parroquias San Isidro, General Proaño und Macas, im Süden an die Parroquia Río Blanco sowie im Westen an die Parroquia Zuñac.

## Geschichte
Die Parroquia Alshi 9 de Octubre wurde am 26. Januar 1962 gegründet (Registro Oficial N° 66).

## Ökologie
Der Norden und der Westen der Parroquia liegen im Nationalpark Sangay.